# Plagiomnium elimbatum
Plagiomnium elimbatum là một loài Rêu trong họ Mniaceae. Loài này được (M. Fleisch.) T.J. Kop. mô tả khoa học đầu tiên năm 1974.